# Артуро Соса
Артуро Соса Абаскаль ТІ (ісп. Arturo Sosa Abascal; (нар. 12 листопада 1948, Каракас, Венесуела) — венесуельський римо-католицький священик, єзуїт, доктор політології, провінціал єзуїтів у Венесуелі (1996—2004). 14 жовтня 2016 року на 36-тій Генеральній конгрегації Товариства Ісуса в Римі обраний 31-им генералом Товариства Ісуса.

## Життєпис
Артуро Марселіно Соса Абаскаль народився 12 листопада 1948 року в Каракасі, Венесуела. Вступив до Ордену єзуїтів у 1966 і 30 липня 1977 року був висвячений на священика. Отримав ліценціат з філософії в Католицькому університеті ім. Андреса Бельйо (1972) і докторат із політології в Центральному університеті Венесуели.
Упродовж 1996—2004 років Артуро Соса був провінційним настоятелем єзуїтів у Венесуелі. На 35-ій Генеральній конгрегації єзуїтів у 2008 році його обрали генеральним консультором головного настоятеля Товариства Ісуса в Римі о. Адольфо Ніколаса. У 2014 році Артуро Соса увійшов у Генеральну курію як делегат генерала для міжпровінційних домів і праць Товариства Ісуса в Римі. Ці інституції підпорядковуються безпосередньо генеральному настоятелю єзуїтів. Серед них: Папський григоріанський університет, Папський Біблійний Інститут, Папський східний інститут і Ватиканська обсерваторія, та багато міжнародних коледжів і резиденцій.
Багато років присвятив о. Артуро Соса педагогічній та дослідницькій діяльності. Десять років був ректором Католицького університету Тачири. Більшість його досліджень та опублікованих наукових праць присвячені політиці та історії Венесуели.
Володіє іспанською, італійською, англійською мовами та розуміє французьку.

## Генерал Товариства Ісуса
14 жовтня 2016 року 36-та Генеральна конгрегація єзуїтів обрала о. Артуро Сосу генеральним настоятелем Товариства Ісуса. Таким чином він став 31-им генералом єзуїтів після о. Адольфо Ніколаса, який 3 жовтня 2016 року зрікся посади у зв'язку зі станом здоров'я і похилим віком.